# Diario Mali
Diario Malì è un album del 2003 del pianista italiano Ludovico Einaudi. Al disco collabora Ballakè Sissoko, suonatore di kora.

## Tracce
1. Laissez-moi en paix – 4:03
2. Entre nous – 9:33
3. Soutoukou – 7:17
4. Chanson d'amour – 8:11
5. Chameaux – 5:04
6. Ma mére – 6:04
7. A l'hombre – 8:20
8. Niger blues – 5:39
9. Mali saijo – 8:00
10. Dessert dans le desert – 5:49

Durata totale: 68:00